# Finska mästerskapet i bandy 1940
Finska mästerskapet i bandy 1940 ställdes in på grund av finska vinterkriget 1939-1940, eftersom alla samhällets resurser behövde gå till försvarskriget och bandyspelarna inkallades i det militära. Det var första gången sedan 1918, som en hel finsk bandymästerskapssäsong ställdes in; även förra gången hade skälet varit att det rådde krig.
Även om det alltså inte spelades någon klubbandy på högsta nivå i Finland vintern 1939-1940, så innebar det inte att bandyspelet helt upphörde. Svenska bandyförbundet bjöd in Finlands bandylandslag till en vänskapslandskamp på Stockholms stadion den 11 februari 1940, varvid hela behållningen skulle gå till Finlands Röda Kors. Arrangemanget fick stort folkligt stöd i Sverige, de svenska spelarna stod själva för sina resekostnader till matchen och bakom inbjudan stod även svenske kungen och kronprinsen. De finska spelarna fick permission beviljad av överbefälhavaren marskalk Mannerheim och de hämtades med flyg till Sverige. Med entrébiljetter och en insamling via Sveriges Radio samlades allt som allt 488 209 kr in till Röda Korset. Den svenske initiativtagaren Torsten Tegnér blev på matchdagen utsedd till hedersledamot av Finlands Bollförbund. Efter matchen i Stockholm fortsatte det finska laget till Oslo för ett liknande arrangemang mot norrmännen, och det var rent av första gången som Finland och Norge möttes i bandylandskamp.